# Egyszerű kettős csomó
Az egyszerű kettős csomó vagy takácscsomó egy közismert és egyszerű csomó.
Formáját tekintve hasonló hozzá a kofacsomó.

## Használata
Használható egy kötél két végének összekötésére, hogy egy olyan tárgyat fogjunk össze vele, amely várhatóan nem mozog sokat. Rövid cipőfűzők megkötésére is alkalmas.
Veszélye egyszerűségében rejlik: rendkívül népszerű általános kötözésre. Különösen a cserkészek körében használatos: minden cserkész ismeri, és a nemzetközi cserkészjelvényen is feltűnik. Az International Guild of Knot Tyers arra figyelmeztet, hogy az egyszerű kettőst nem szabad két kötél összekötésére használni. Egyes szakkönyvek szerint a rosszul használt egyszerű kettős több halálesetet és sérülést okoz, mint az összes többi csomó együttvéve.
Az ívelt kettős és egyes esetekben a halászcsomó kiválóan helyettesítheti az egyszerű kettőst két kötél összekötésében.